# Пуні Іван Альбертович
Іван Альбертович Пуні (фр. Jean Pougny; 1894, Куоккала — 1956, Париж) — російсько-французький художник — авангардист, супрематист і кубіст.

## Біографія
Іван Пуні народився на сімейній дачі в селищі Куоккала на Карельському перешийку (тоді територія Великого князівства Фінляндського у складі Російської імперії, нині с. Рєпино в Курортному районі Санкт-Петербурга). Його батьки були вихідцями з Італії. Дід по батьківській лінії Цезар Пуні — відомий балетний композитор. Батько Альберт (у православ'ї Андрій) Пуні — віолончеліст Маріїнського театру.
Початкову художню освіту здобув удома, брав уроки у Іллі Рєпіна, під впливом якого і вибрав шлях художника. Його батько мріяв про військову кар'єру сина, тому він був змушений навчатися в 1900—1908 роках у Миколаївській Військовій академії.
У 1910—1912 роках займався в академії Жуліана в Парижі. Після повернення до Петербурга познайомився з Давидом Бурлюком, Володимиром Маяковським, Велимиром Хлєбниковим, Казимиром Малевичем, брав участь у виставці «Союзу молоді».
У 1913 році знову вирушив до Парижа, де захопився кубізмом, виставляв свої роботи в Салоні Незалежних.
У 1915—1916 роках Іван Пуні був членом творчої спілки художників-авангардистів «Супремус», творцем якої був Казимир Малевич.
Його квартира в будинку, що належав батькові, на Гатчинській вулиці в Санкт-Петербурзі, де він жив після повернення з Парижа з дружиною, К. Пуні-Богуславською, від 1913 до 1915 року, була місцем зустрічей художників і поетів, авангардист і футуристів.
Пуні був ініціатором виставок «Трамвай „Б“» і «0,10».
Разом з іншими художниками-супрематистами співпрацював з кооперативами декоративно-прикладного мистецтва в селах Вербівка і Скопці.
1919 року викладав у Художньому інституті у Вітебську під керівництвом Марка Шагала.
Іван Пуні був одружений з Ксенією Богуславською, яка теж була художником-авангардистом, а також дизайнером і поетесою.
На початку 1920-х років вони емігрували — спочатку в Німеччину, потім у Францію.
У цей період Пуні підписувався на французький манер Pougny (на відміну від початкового італійського написання прізвища Pugni).
1946 року прийняв французьке громадянство. Помер у Парижі 28 грудня 1956 року.
Нагороди: Кавалер ордену Почесного легіону — 1947.
Офіцер ордену Почесного легіону — 1952.